# Мамуша
Мамуша (алб. Mamusha, Mamushë, тур. Mamuşa) је насељено место у општини Призрен на Косову и Метохији. Према попису из 2024. било је 5.607 становника.

## Историја
Специјални представник УН-а је представио општину Мамушу као пробну општину 2005. године, а одлуком институција самопроглашене Републике Косово општина је стекла пуноправни статус октобра 2008. године. Општину чини само насеље Мамуша.
По законима Републике Србије и по важећем Закону о територијалној организацији Републике Србије насеље Мамуша је у саставу општине Призрен. Ово је најмања општина на Косову и Метохији по површини, која износи 1.094 ha. Значајну чињеницу у добијању статуса општине, чини податак да је ово једино насеље са турском етничком већином на Косову и Метохији. Дана 22. маја 2009. године је отворена зграда општине Мамуша.

## Становништво
Према званичним пописима, Мамуша је имала следећи етнички састав становништва:
| Националност | 2024.          | 2011.          | 1981.          | 1971.          | 1961.          |
| Турци        | 5.220 (93,10%) | 5.128 (93,10%) | 2.372 (86,20%) | 1.794 (88,02%) | 1.220 (76,73%) |
| Албанци      | 319 (5,70%)    | 327 (5,90%)    | 366 (13,30%)   | 241 (11,83%)   | 367 (23,09%)   |
| Роми         | 50 (0,90%)     | 39 (0,70%)     | -              | -              | -              |
| Ашкалије     | 7 (0,10%)      | 12 (0,20%)     | -              | -              | -              |
| остали       | 11 (0,19%)     | 1 (0,10%)      | 14 (0,50%)     | 3 (0,15%)      | 3 (0,18%)      |
| Укупно       | 5.607          | 5.507          | 2.752          | 2.038          | 1.590          |

| Демографија | Демографија | Демографија |
| Година      | Становника  | Становника  |
| ----------- | ----------- | ----------- |
| 1948.       | 1.352       |             |
| 1953.       | 1.500       |             |
| 1961.       | 1.590       |             |
| 1971.       | 2.038       |             |
| 1981.       | 2.752       |             |
| 1991.       | 3.297       |             |
| 2011.       | 5.507       |             |